# Calyptra orthograpta
Calyptra orthograpta là một loài bướm đêm thuộc họ Noctuidae. Chúng được tìm thấy ở Trung Quốc và Ấn Độ. Chúng là loài khá hiếm.